# کانکلین (ویرجینا)
کانکلین (به انگلیسی: Conklin) یک منطقهٔ مسکونی در ایالات متحده آمریکا است که در شهرستان لادن، ویرجینیا واقع شده‌است.